# Street Football
Street Football ist eine seit 2005 produzierte italienisch-französische Zeichentrickserie, die von den Blues, einer Street-Football-Mannschaft aus Maryport, einer kleinen Hafenstadt, handelt. Das Team besteht aus den sieben Freunden Tag, Eloise, Gabriel, Jeremy, Samira und den Zwillingen Tek und No. Der Cartoon stammt aus dem Roman La Compagnia dei Celestini von Stefano Benni.

## Handlung
Bei Street Football treffen eine Menge Gegner aus aller Welt aufeinander, die alle das Ziel verfolgen, Weltmeister zu werden. In jedem dieser Teams spielen fünf aktive und bis zu zwei Ersatzspieler. Außerdem muss mindestens ein Mädchen, jedoch nicht zwingend ein Junge im Team sein.
In dem an sich beschaulichen französischen Hafenstädtchen Maryport ist die weltbeste Mannschaft des Street Football, die Blues, zu Hause. Nachdem sie bereits einen Worldcup-Sieg in der Tasche haben, wollen die drei Freunde Tag, Eloise und Gabriel keine weiteren Matches mehr bestreiten, doch zwei Nachwuchsspieler bringen das Feuer in ihnen erneut zum Lodern. Jeremy und Samira heißen die beiden Neulinge, die für die TekNo-Zwillinge einspringen, welche in einen echten Fußballverein gewechselt haben. Mit ihrem Motto „Freundschaft, Respekt und Solidarität“ bestreiten die Blues viele Matches auf dem Weg zu einer zweiten Meisterschaft. Können sie ihren Titel verteidigen?

### Staffel 1
Die Blues (in Staffel 1: Tag, Eloise, Gabriel, Tek und No) sind eine Mannschaft aus Maryport, die unbedingt am Weltcup teilnehmen will, doch dafür müssen sie erst einige Hürden überwinden.

### Staffel 2
Nachdem Tek und No das Team verlassen haben, wollten die Blues dem Street Football eigentlich für immer den Rücken kehren, doch es kommt, wie es kommen muss und sie bilden wieder eine Mannschaft. Sie sind momentan jedoch nur zu dritt, doch um spielen zu können, müssen sie mindestens zu fünft sein. Also veranstalten sie einen Aufnahmetest, den die beiden Neulinge Jeremy, ein echter Ballkünstler, und Samira mit Auszeichnung bestehen.
Ein neuer Weltcup steht bevor und die Blues müssen sich, wie jedes Team, das daran teilnehmen will, erst einmal dafür qualifizieren. Dabei treffen sie immer wieder auf die geheimnisvollen Schwarzen Teufel, die von Eloises ehemals bester Freundin Victoria, kurz Vic, geleitet werden. Diese sind darauf aus, unbedingt und mit allen (unfairen) Mitteln die Besten in der Qualifikation zu sein.
Während ihrer Trainingspausen reisen die Blues in alle Welt und geben schwachen Mannschaften Tipps, so dass auch diese Chancen in der Qualifikation für den Weltcup haben.
Am Ende dieser Staffel wird bekannt, dass der diesjährige Weltcup in der Heimatstadt der Blues, Maryport, ausgetragen werden soll.

### Staffel 3
Der Weltcup in der beschaulichen französischen Hafenstadt Maryport hat begonnen. Die Blues haben es tatsächlich geschafft, sich zu qualifizieren, und müssen nun ihr Können gegen viele starke Teams aus aller Welt beweisen. Dabei helfen der Mannschaft die Zwillinge Tek und No, die für eine gewisse Zeit in ihre Heimatstadt zurückgekehrt sind.
Einmal geht es, während einer kleinen Pause des Turniers, mit dem berühmten Fußball-Idol Nicolas Anelka nach Tunis, wo die Blues helfen, eine neue Mannschaft mit ungeahnten Talenten, „Die Früchte Tunesiens“, zu gründen.
Am Ende gibt es neben einigen traurigen Nachrichten (Tag zieht zu seinem Vater nach Argentinien, Eloise soll mit ihren Eltern nach New York gehen, die Tekno-Zwillinge kehren zu ihrem Fußball-Club nach London zurück und Gabriel wird an einer Pariser Hochbegabtenschule aufgenommen) auch ein Happy End: Victoria und Eloise vertragen sich wieder.

## Die Teams
Bei Street Football treffen Gegner aus aller Welt aufeinander, die alle das Ziel verfolgen, Weltmeister zu werden. In jedem dieser Teams spielen fünf aktive und bis zu zwei Ersatzspieler. Außerdem ist mindestens ein Mädchen, jedoch nicht zwingend ein Junge im Team. Bei den Spielen geht es jedoch nicht immer fair zu: Die Dolphins aus Ozeanien bestehen aus den großen Brüdern der eigentlichen Mannschaft aus Kiribati und Die Irokesen aus Quebec aus Kanada betrügen im WM-Spiel gegen Die Blues aus Maryport und werden deswegen disqualifiziert. Zwei Teams, die an der zweiten Weltmeisterschaft teilnehmen, sind reine Mädchen-Teams: Die Bronx Devils aus den Vereinigten Staaten und Die Panther aus Soweto aus Südafrika. Als einziges Team bestehen Die Highland Celtics aus Schottland nur aus Brüdern und Schwester. Während der zweiten Weltmeisterschaft unternehmen die Teams mit ihrem Schiff, der Melville, einen kurzen Urlaubstrip nach Tunesien. Dort gründen die Kinder Ali, Farid, Mehdi, Jamel und Malika mit Unterstützung der Blues die Mannschaft Die Früchte Tunesiens. Als Sieger der zweiten Weltmeisterschaft gehen Die Blues aus Maryport gegen Die Panther aus Soweto mit einem knappen 3-2-Sieg hervor.

## Synchronisation
| Rolle                                  | Italienischer Synchronsprecher | Französischer Synchronsprecher | Deutscher Synchronsprecher |
| -------------------------------------- | ------------------------------ | ------------------------------ | -------------------------- |
| Sebastien „Tag“ Tagano                 | Davide Garbolino               | Hervé Grull                    | Julian Manuel              |
| Eloise Riffler                         | Giovanna Papandrea             | Christelle Reboul              |                            |
| Gabriel „Gab“ Douala („Der Professor“) | Massimo Di Benedetto           | Arthur Pestel                  |                            |
| Jeremy Webert                          | Luca Sandri                    | Yann Le Madic                  |                            |
| Samira Boudouce                        | Cinzia Massironi               | Alicia Fleury                  | Tatjana Pokorny            |
| Tarek „Tek“ Zaim                       |                                | Pascale Chemin                 | Cyril Geffcken             |
| Nordine „No“ Zaim                      |                                | Pascale Chemin                 | Cyril Geffcken             |
| Victoria                               |                                | Pascale Chemin                 |                            |
| Victorias Vater                        |                                | Gilbert Levy                   |                            |
| Eloises Vater                          |                                | Éric Missoffe                  |                            |
| Eloises Mutter                         |                                | Françoise Escobar              |                            |
| Miss Adelaide                          |                                | Maria Tama                     |                            |
| „Coach“                                |                                | Thierry Kazazian               | Ulf J. Söhmisch            |
| Inspektor Pradet                       |                                | Martial Leminoux               |                            |
| Roger Maroni                           |                                | Alain Choquet                  |                            |
| Fede                                   |                                | Philippe Bozo                  |                            |
| Nicolas Anelka                         |                                |                                |                            |
| Shark                                  | Paolo De Santis                |                                | Gerd Meyer                 |
| Sudsy                                  |                                |                                | Claudia Schmidt            |
| Kim                                    |                                |                                | Claudia Schmidt            |
| Manuela (Samiras Freundin)             |                                |                                |                            |
| Rusty (Desperados)                     |                                |                                | Claudia Schmidt            |
| Sandra (Highland Celtics)              |                                |                                | Marieke Oeffinger          |
| Atsuko (Tokyo Mangas)                  |                                |                                | Angela Wiederhut           |
| Oscar (Dolphins aus Ozeanien)          |                                |                                |                            |
| Jane (Bronx Devils)                    |                                |                                |                            |
| Jodie (Bronx Devils)                   |                                |                                |                            |
| Mary (Bronx Devils)                    |                                |                                |                            |
| Rose (Bronx Devils)                    |                                |                                |                            |
| Sinead (Bronx Devils)                  |                                |                                |                            |
| Diego (Gauchos aus Buenos Aires)       |                                |                                |                            |
| Wima (Massai vom Kilimandscharo)       |                                |                                |                            |
| Zangezino (Meminos aus Brasilien)      |                                |                                |                            |
| Christale (Panther aus Soweto)         |                                |                                |                            |
| Brenda (Panther aus Soweto)            |                                |                                | Claudia Schmidt            |
| Fatou (Saisai aus Dakar)               |                                |                                |                            |
| Sonia (Zirkuskids)                     |                                |                                |                            |